# Gampong Jawa (Kuta Raja)
Gampong Jawa is een bestuurslaag in het regentschap Banda Aceh van de provincie Atjeh, Indonesië. Gampong Jawa telt 1817 inwoners (volkstelling 2010).